# Gilad Atzmon
Gilad Atzmon (* 9. června 1963) je izraelský jazzový saxofonista. Narodil se do sekulární židovské rodiny v Tel Aviv a studoval na akademii hudby a tance v Jeruzalémě. Roku 1994 emigroval do Spojeného království a studoval na Essexské universitě. Roku 1998 se stal členem skupiny The Blockheads a s vystupováním v ní pokračoval i po smrti jejího frontmana Iana Duryho o dva roky později. Roku 2007 hrál na albu Comicopera hudebníka Roberta Wyatta a rovněž spolupracoval se skupinou Pink Floyd na jejím patnáctém albu The Endless River (2014).